# Громадянська війна в Родезії
Громадянська війна в Родезії (англ. Rhodesian Bush War; Війна у Південній Родезії, Війна в родезійському буші) — збройний конфлікт між урядовими силами невизнаної держави Родезія та чорношкірими повстанцями-комуністами. В конфлікті узяли участь багато представників та найманців з інших держав — Мозамбіку, НДР (на боці повстанців-комуністів); ПАР, Португалії, Ізраїлю (на боці Родезії).
Війна та її подальше внутрішнє врегулювання, підписане в 1978 році Смітом та Музоревою, призвели до запровадження загального виборчого права в червні 1979 році та припинення правління білих в Родезії, яка була перейменована в Зімбабве під урядом чорношкірих. Однак цей новий порядок не отримав міжнародного визнання, і війна продовжувалась. Жодна зі сторін не досягла військової перемоги, і згодом був досягнутий компроміс.
Переговори між урядом Зімбабве-Родезії, урядом Великої Британії та об'єднанням «Патріотичний фронт» (ЗАНУ) Мугабе та Нкомо відбулися в Ланкастер-Хаусі, неподалік від Лондона, у грудні 1979 року, було підписано Угоду про будинок Ланкастера. Країна тимчасово повернулася під британський контроль, і нові вибори відбулися під наглядом Великої Британії та Співдружності в березні 1980 року ЗАНУ виграв вибори, а Мугабе став першим прем'єр-міністром Зімбабве 18 квітня 1980 року, країна досягла міжнародно визнаної незалежності.